# Bassey Akpan
Bassey Akpan (tên đầy đủ là Bassey Akpan Abobo, sinh ngày 6 tháng 1 năm 1984) là thủ môn bóng đá người Nigeria từng thi đấu cho Hoàng Anh Gia Lai.

## Sự nghiệp tại Việt Nam
Cuối mùa giải 2011 Bassey Akpan đến Việt Nam thử việc qua môi giới của các cầu thủ người Nigeria đang chơi ở V-League. Anh ký hợp đồng một năm với Hoàng Anh Gia Lai vào tháng 10. Anh chơi rất tốt hầu hết tất cả vòng đấu trong vai trò thủ môn. Tuy nhiên, do cuối mùa giải gặp chấn thương nặng nên ngày trở lại của anh lại không thành công. Anh tiếp tục gắn bó với Hoàng Anh Gia Lai tới năm 2014.